# Heidevolk
Heidevolk est un groupe néerlandais de viking et folk metal, originaire d'Arnhem, dans la province de Gueldre. Formé en 2002, le groupe joue des chansons inspirées de la nature, de l'histoire de la province de Gueldre, et de la mythologie germanique. Toutes leurs paroles sont écrites et chantées dans leur langue maternelle, le néerlandais.
Le nom Heidevolk peut se traduire en français par « peuple de la terre de bruyère », mais elle fait aussi allusion aux heiden (avec un n) c'est-à-dire les païens.

## Historique

### Débuts (2002–2007)
Heidevolk est formé en 2002 par six hommes sous le nom de Hymir qui sera rapidement changé. Ils avaient en commun le désir de créer de la musique reflétant leur fascination pour les sujets qui les inspirent : la nature, la mythologie germanique, le folklore et l'histoire de la province de Gueldre. Ils commencent à se produire en public en 2003.
Après un premier single, Het Gelders Volkslied, publié en octobre 2004, le groupe sort son premier album, De Strijdlust Is Geboren, le 11 mars 2005. Celui-ci sera suivi en 2007 par l'EP "Wodan Heerst". 

### DeWalhalla WachtàVelua(2007-2017)
En 2007, le groupe signe un contrat avec Napalm Records. Ils publient ainsi leur deuxième album "Walhalla Wacht" le 31 mars 2008 et rééditent leurs précédents opus sous leur nouveau label.
Après avoir sorti Uit Oude Grond le 26 mars 2010, album que le groupe considère comme un des plus "variés", ils publient en 2012 Batavi. Cet album revient sur la révolte des Bataves contre l'Empire Romain et permet surtout au groupe de réaliser leur première tournée nord-américaine. Le 8 mai 2013, le groupe annonce le départ de son chanteur et membre fondateur Joris Boghtdrincker. Il est remplacé le 23 novembre par Lars NachtBraecker. Le 19 décembre 2014, le groupe annonce avoir terminé d'enregistrer et mixer leur cinquième album.
Plus de détails sur l'album sont donnés le 14 janvier 2015, date à laquelle le titre, la couverture, la date de sortie et le tracklisting sont révélés. Ainsi, l'album prend comme cadre la Veluwe, une région naturelle de la province de Gueldre. Un premier extrait de l'album est dévoilé le 12 février : il s'intitule "Winter Woede".
Le 20 mars 2015, le cinquième album du groupe Velua est publié. Un nouvel extrait, sous forme de clip vidéo, est dévoilé le 16 avril : il s'intitule "Urth". À la suite de la publication de l'album, le 21 avril 2015, Reamon Bomenbreker (guitare) et Mark Splintervuyscht (chant) quittent le groupe. Le groupe fait appel à deux membres live pour assurer leur tournée commune avec Arkona durant les mois de septembre et octobre 2015. Le 9 septembre 2016, le groupe annonce que deux de leurs membres live rejoignent le groupe en tant que membres permanents : il s'agit de Kevin Storm à la guitare et Jaco de Wijs au chant.

### Vuur Van Verzet(2017-2022)
Pour fêter son quinzième anniversaire, le groupe annonce des dates de tournée le 20 mars 2017, avec un premier passage par Rotterdam le 12 mai 2017. Celle-ci s'achève le 25 juin à Arnhem, leur ville d'origine. Le 14 juin 2017, le groupe annonce prendre part à une tournée commune appelée Folk Metal Superstars avec Korpiklaani, Arkona et Trollfest et dont la première date de concert est fixée au 15 février 2018 à Anvers. Il est prévu qu'elle s'achève le 11 mars à Hanovre.
Le 30 octobre 2017, le groupe dévoile la date de sortie de leur sixième album, ainsi que sa pochette et sa liste de titres. Celui-ci s'intitule Vuur Van Verzet (ce qui signifie "le feu de résistance" et sort le 12 janvier 2018. Il traite notamment de la chute de l'Empire Romain et de la volonté des peuples germain de « réclamer ce qui leur appartient », selon les termes du groupe. Heidevolk révèle également le fait que plusieurs musiciens ont collaboré à l'enregistrement de l'album, comme entre autres un chœur de 24 hommes, un ensemble de cordes, ainsi que le chanteur de Primordial, Nemtheanga. Plusieurs extraits sont dévoilés, dont Ontwaakt le 1er décembre 2017, ainsi que A Wolf in My Heart le 8 janvier 2018.
Après la publication de l'album, le groupe part en tournée promotionnelle. Ils passent notamment par le Wacken Open Air en août 2018, ainsi que plusieurs villes aux Pays-Bas dont Utrecht ou bien Lelystad. C'est dans ce contexte que le groupe annonce le départ du guitariste Kevin Storm et qu'un appel à candidatures est lancé en novembre 2018 pour le remplacer. 
Début 2019, le groupe prend part au festival 70000 Tons of Metal. Ils repartent par la suite en tournée européenne avec Tyr et Dalriada. Celle-ci démarre le 05 avril 2019 et fait étape dans des villes comme Paris, Lausanne, Colmar, Hambourg ou bien Leipzig. Elle s'achève le 27 avril 2019. Ils refont à nouveau une tournée dans leur pays. Ils réalisent notamment une performance à Groningue ou bien Hoogeveen. 
Le 24 février 2020, le groupe annonce des dates d'une tournée en Amérique du Nord devant se dérouler du 03 au 26 avril 2020. Týr, Trollfest et Metsatöll sont alors prévus de les accompagner. Toutefois, en raison de l'épidémie de Covid-19, Heidevolk se voit contraint de reporter la tournée ultérieurement. Alors qu'ils sont bloqués dans leur pays, ils publient le 27 avril 2020 une version acoustique de "Velua". 
Le 17 juillet 2020, le groupe annonce le recrutement de son nouveau guitariste Mat van Baest comme membre permanent. Cependant, il annonce le 03 décembre de la même année le départ de son chanteur Lars NachtBraecker. 
Le 15 janvier 2022, le batteur Joost Vellenknotscher quitte également le groupe sur fond de désaccords musicaux. Heidevolk ne comporte ainsi plus de membres fondateurs dans ses rangs.      

### Wederkeer(Depuis 2022)
Peu après avoir annoncé le recrutement de Kevin Houtsplijter à la batterie et de Daniël Den Dorstighe au chant, le groupe dévoile le 18 novembre 2022 les premiers détails de leur septième album studio. Ce dernier s'intitule Wederkeer et est annoncé pour une sortie le 24 février 2023. Un premier extrait, "Klauwen Vooruit" est diffusé sur YouTube. Un deuxième extrait, Drink met de Goden (Walhalla), est dévoilé le 13 décembre 2022. 
La veille de la sortie de l'album, ils réalisent un concert à Arnhem. Il est également prévu qu'ils passent par le Graspop Metal Meeting entre le 15 et le 18 juin 2023. 

## Membres

### Membres actuels
- Rowan « Middelwijk » Roodbaert – basse (depuis 2006)
- Koen "Vuurdichter" Romeijn - guitare
- Jacco de Wijs - chant (depuis 2016)
- Mat van Baest - guitare (depuis 2020)
- Kevin Houtsplijter – batterie, percussions(depuis 2022)
- Daniël Den Dorstighe - chant (depuis 2022)

### Anciens membres
- Jesse Vuerbaert – chant (2002-2005)
- Niels Beenkerver – guitare (2002-2005)
- Paul Braadvraat – basse (2002-2006)
- Stefanie Speervrouw – violon (2007-2008)
- Joris Boghtdrincker – chant (2002-2013)
- Sebas « van Eldik » Bloeddorst – guitare (2002-2011)
- Kevin Vruchtbaert - guitare (2012-2015)
- Reamon « Bloem » Bomenbreker – guitare (2005-2015)
- Mark « Bockting » Splintervuyscht – chant (2005-2015)
- Kevin Storm – guitare (2016-2018)
- Lars Nachtbraecker – chant (2013-2020)
- Joost « Westdijk » Vellenknotscher – batterie, percussions (2002-2022)

## Vidéographie

### Clips
- 2010 : Nehalennia, tiré de Uit oude grond
- 2012 : Als De Dood Weer Naar Ons Lacht, tiré de Batavi
- 2015 : Winter Woede, Velua
- 2015 : Vinland, tiré de Velua
- 2015 : Urth, tiré de Velua
- 2017 : Ontwaakt, tiré de Vuur Van Verzet
- 2019 : A Wolf In My Heart, tiré de Vuur Van Verzet
- 2019 : Een Wolf In Mijn Hart, tiré de Vuur Van Verzet, version néerlandaise du précédent clip
- 2022 : Klauwen Vooruit, tiré de Werdekeer
- 2022 : Drink met de Goden (Walhalla), tiré de Werdekeer
- 2023 : Werdekeer, tiré de l'album du même nom
- 2023 : Drinking With The Gods (Valhalla), tiré de Werdekeer, version anglaise du titre Drink Met De Goden (Walhalla)

### Lyric vidéos
- 2015 : Vinland, tiré de Velua
- 2023 : De Strijd Duurt Voort, tiré de Wederkeer

### Clips live
Session enregistrée en public et unplugged par le groupe dans la cour du Château de Doornenburg.
- 2016 : Het Bier Zal Weer Vloeien, tiré de De Strijdlust Is Geboren
- 2016 : Het Gelders Volkslied, tiré de De Strijdlust Is Geboren
- 2016 : Hulde Aan De Kastelein, tiré de Walhalla Wacht